# Гравина, Джованни Винченцо
Джованни Винченцо Гравина (англ. ; 21 января 1664, Роджано-Гравина, Калабрия — 6 января 1718, Рим) — итальянский юрист, поэт и писатель.

## Биография
Происходил из знатной семьи.
В возрасте шестнадцати лет отправился в Неаполь изучать латинский и греческий языки и право.
В 1689 переехал в Рим, где стал преподавать гражданское и каноническое право в Римском университете Ла Сапиенца.
Занимался исследованиями в области юриспруденции, однако впоследствии посвятил себя поэзии.
В 1690 году был одним из основателей и руководителей римской Аркадской академии, носил академическое имя Opico Erimanto . Позже в 1711 году он поссорился с членами академии и безуспешно пытался создать «Анти-Аркадию».
Свободой, с которой он говорил о всех своих прежних коллегах по искусству, и поруганием, на которое выставил многих литературных деятелей, нажил себе много врагов.
Папа Иннокентий XII, ценя его знания, правовую и литературную эрудицию, не раз предлагал Джованни Винченцо Гравина, место в своей канцелярии, однако он отказался.
Был приглашён занять кафедру права в Университете Турина, однако серьёзно заболел и умер в 1718 году.
Гравина был приёмным отцом П. Метастазио (Трапассио) (Трапассио). Именно Гравина дал своему воспитаннику фамилию Метастазио — это фамилия является ничем иным, как переводом фамилии Трапасси на греческий язык. Усилиями Гравины молодой Метастазио получил отличное образование. Ему же он оставил и своё наследство, избавив его тем самым от материальных забот.

## Избранные сочинения

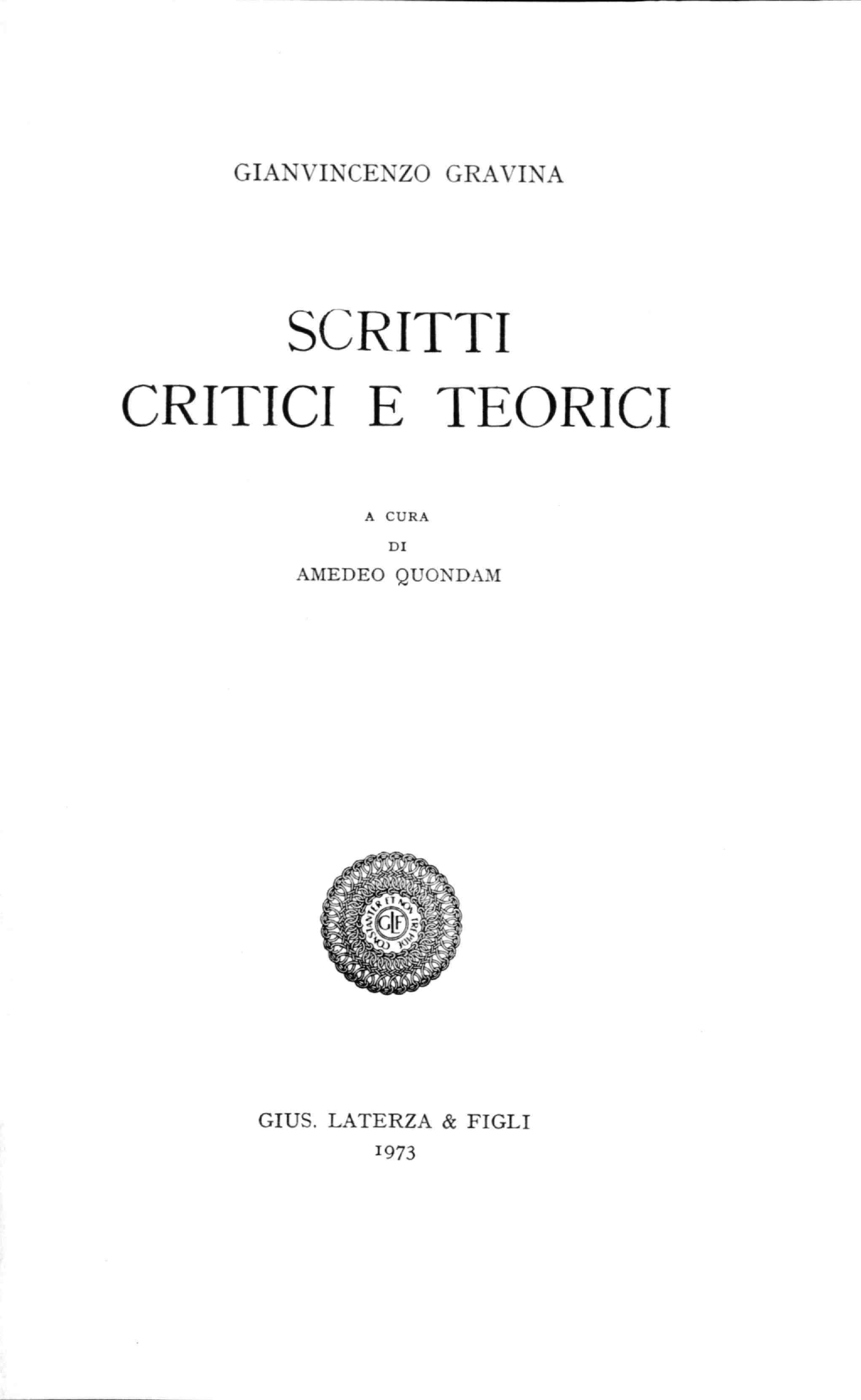
Scritti critici e teorici, 1973

- «Originum juris civilis libri tres» (Неаполь, 1701, 1713, Венеция, 1730). Главный труд Гравины по гражданскому праву.
- «Institutiones canonicae» (Турин, 1732, 1742 и т.д .; Рим, 1832). Представляет собой чёткий, но короткий элементарный справочник по каноническому праву.
- «De ortu et progressu iuris civilis».
- «Esprit des lois romaines» (перевод на французский, Париж, 1775).
- «De imperio Romano liber singularis».
- «Delle Antiche Favole» (Рим, 1696);
- «Della Ragione Poetica libri due» (Рим, 1709, Неаполь, 1716).
- «Tragedie Cinque» (Неаполь, 1712).
- «Orationes et Opuscula» (Неаполь, 1712; Утрехт, 1713).
- «Della tragedia libro uno» (Неаполь, 1715).